# NGC 7213
NGC 7213 (другие обозначения — PGC 68165, ESO 288-43, AM 2206-472, IRAS22061-4724) — спиральная галактика (Sa) в созвездии Журавль.
Этот объект входит в число перечисленных в оригинальной редакции «Нового общего каталога».